# ياسمين في
ياسمين في (بالإنجليزية: Jasmine V)‏ هي مغنية وممثلة أمريكية، ولدت في 7 ديسمبر 1993 في سان خوسيه في الولايات المتحدة.

## وصلات خارجية
- الموقع الرسمي
- ياسمين في على موقع IMDb (الإنجليزية)
- ياسمين في على موقع روتن توميتوز (الإنجليزية)
- ياسمين في على موقع ميوزك برينز (الإنجليزية)
- ياسمين في على موقع أول ميوزيك (الإنجليزية)
- ياسمين في على موقع ديسكوغز (الإنجليزية)